# Aimé Cassayet-Armagnac
Aimé Cassayet-Armagnac   (Lo Mont, 9 d'abril de 1893 - Narbona, 26 de maig de 1927) va ser un jugador de rugbi a 15 francès que va competir durant les dècades de 1910 i 1920.
El 1924 va ser seleccionat per jugar amb la selecció de França de rugbi a 15 que va prendre part en els Jocs Olímpics de París, on guanyà la medalla de plata.
Pel que fa a clubs, jugà al Stadoceste tarbais, Sent Gaudenç i al Racing Club de Narbona. El 1919 guanyà la Copa de l'Esperança i el 1920 la lliga francesa, en ambdues ocasions amb el Stadoceste tarbais.
Durant la Primera Guerra Mundial va ser fet presoner de guerra pels alemanys. Va morir sobtadament d'una meningitis, precedida d'una peritonitis aguda.